# Xylobium undulatum
Xylobium undulatum là một loài thực vật có hoa trong họ Lan. Loài này được (Ruiz & Pav.) Rolfe miêu tả khoa học đầu tiên năm 1912.